# Klara (serial telewizyjny)
Klara – polski serial komediowy w reżyserii Łukasza Jaworskiego. Premiera w serwisie Player nastąpiła 22 marca 2024 roku, a na antenie stacji telewizyjnej TVN 4 września 2024 roku. W kwietniu 2025 poinformowano o przygotowaniach do drugiego sezonu. 
Zdjęcia kręcono w Warszawie i Sopocie. 

## Fabuła
Klara (Izabela Kuna), to kobieta po czterdziestce, która znajduje się na życiowym zakręcie. Pomimo wielu rozczarowań życiowych wciąż wierzy w swoje szczęście, które jak ma nadzieję odmieni jej los. Kobieta ma toksyczną matkę (Iwona Bielska), z którą nie mogą osiągnąć wspólnej płaszczyzny porozumienia. Kością niezgody w ich relacji jest temat tabu jakim w ich rodzinie jest ojciec Klary, nad którym tematem matka rozpościera zasłonę milczenia. Klara jest szaleńczo i bezprzytomnie zakochana w prawniku - Aleksie (Adam Woronowicz). Relacja ta jest o tyle skomplikowana, iż mężczyzna jest żonaty. Wszelkie starania kobiety w celu "odbiciu" go dotychczas kończą się niepowodzeniem. Podejmuje ona próby pojedynczych miłości, jednak zawsze serce sprowadza ją do Aleksa. Klara wsparcie znajduje w swoim kocie - reproduktorze brytyjskim oraz w przyjaciołach: Wronce (Katarzyna Warnke) oraz Wojtku (Piotr Adamczyk).

## Obsada
- Izabela Kuna – Klara
- Adam Woronowicz – Aleks Pośpiech, kochanek Klary
- Katarzyna Warnke – Wronka, przyjaciółka Klary
- Iwona Bielska – Ala Kozłowska, matka Klary
- Piotr Adamczyk – Wojciech, przyjaciel Klary
- Eryk Kulm – kot Gerard
- Monika Kwiatkowska – Martyna, żona Aleksa
- Paweł Koślik – Jan
- Natalia Karpińska – Pola, córka Aleksa
- Diana Kadłubowska – Małgosia Fikulska
- Wojciech Błach – Fikulski, kochanek Wronki
- Sebastian Pawlak – ksiądz Hubert
- Lena Hamouda – Zuzia, siostrzenica Wronki
- Janusz Chabior – reżyser Darek
- Stefan Gorski – Malte
- Andrzej Konopka – Sławek
- Maria Mamona – Krystyna, matka Wojciecha
- Jerzy Schejbal – Tadeusz, ojciec Wojciecha
- Konrad Eleryk – instruktor nurkowania Janicki
- Mikołaj Bartosiewicz – instruktor pływania
- Katarzyna Zawadzka – Kaśka
- Magdalena Stużyńska (od sezonu 2)
- Marta Malikowska (od sezonu 2)

## Spis serii
| Seria | Seria | Odcinki  | Premiera VOD | Premiera VOD   | Premiera VOD     | Premiera VOD                  | Premiera VOD | Emisja telewizyjna (TVN) | Emisja telewizyjna (TVN) | Emisja telewizyjna (TVN) | Emisja telewizyjna (TVN) | Emisja telewizyjna (TVN) |
| Seria | Seria | Odcinki  | Sezon        | Premiera serii | Finał serii      | Dzień tyg. dodawania odcinków | Platforma    | Sezon                    | Premiera serii           | Finał serii              | Pora emisji              | Średnia oglądalność      |
| ----- | ----- | -------- | ------------ | -------------- | ---------------- | ----------------------------- | ------------ | ------------------------ | ------------------------ | ------------------------ | ------------------------ | ------------------------ |
|       | 1.    | 1–8 (8)  | wiosna 2024  | 22 marca 2024  | 12 kwietnia 2024 | piątek                        | Player       | jesień 2024              | 4 września 2024          | 25 września 2024         | środa 23:05 i 23:40      | bd.                      |
|       | 2.    | 9–16 (8) | 2026         | bd.            | bd.              | bd.                           | Max          | bd.                      | bd.                      | bd.                      | bd.                      | bd.                      |